# 圣普安拉克
圣普安拉克（法語：Saint-Point-Lac，法語發音：[sɛ̃ pwɛ̃ lak]）是法国杜省的一个市镇，位于圣普安湖畔，属于蓬塔利耶区。

## 地理
圣普安拉克（46°48'48"N, 6°18'8"E）面积4.52 平方千米，位于法国勃艮第-弗朗什-孔泰大區杜省，该省份为法国东部内陆省份，北起上索恩省，西接汝拉省，东部及东南部与瑞士接壤，东北部与贝尔福地区省接壤。
与圣普安拉克接壤的市镇（或旧市镇、城区）包括：莱格朗热特、拉贝热芒圣玛丽、马尔比松、马尔帕、蒙佩勒。

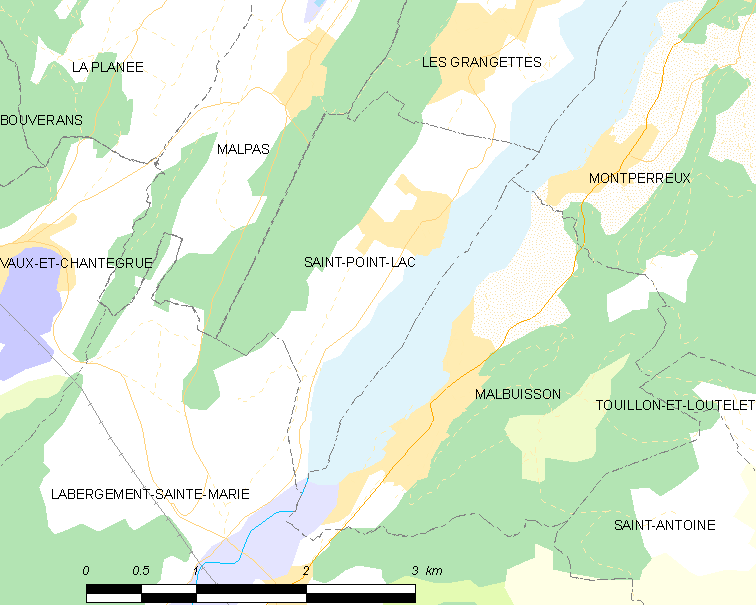
圣普安拉克的OSM定位图

圣普安拉克的时区为UTC+01:00、UTC+02:00（夏令时）。

## 行政
圣普安拉克的邮政编码为25160，INSEE市镇编码为25525。

## 政治
圣普安拉克所属的省级选区为弗拉讷县。

## 人口

1962-2008年间圣普安拉克人口变化图示

圣普安拉克于2022年1月1日时的人口数量为305人。